# Evangelický kostel Dolního sboru (Vsetín)
Evangelický kostel Dolního sboru je jedním ze dvou kostelů Českobratrské církve evangelické ve Vsetíně. Od roku 1994 je chráněn jako kulturní památka České republiky. Evangelický kostel Horního sboru je od něj vzdálen asi 50 metrů.

## Historie
Evangelický kostel Dolního sboru je jedním z prvních moravských evangelických kostelů, které byly postaveny poté, co císař Josef II. dne 13. října 1781 vydal Toleranční patent. Původní empírová stavba z roku 1782 proto v souladu s podmínkami stanovenými patentem neměla věž ani zvony a vchod se nacházel na její boční straně.
Prvním farářem sboru se stal Jan Hrdlička ze slovenského města Modra. Pro část někdejších tajných nekatolíků, ovlivněných pietismem, byl představitelem příliš racionální zbožnosti a autoritářského přístupu. Jeho působení tak u této části sboru vyvolávalo odpor. Již roku 1785 se tak sbor rozštěpil na Dolní, jehož členové se hlásili k augsburskému vyznání, a Horní, jehož členové následovali vyznání helvetské a hlásili se k odkazu Jana Kalvína.
Odtržený reformovaný sbor zůstal nejprve v kostele v podnájmu. S tím však byly spojeny „časté nebratrské spory", které nakonec vyústily ve snahu vybudovat si vlastní chrám. Vyrostl v těsné blízkosti původního kostela a posvěcen byl v květnu 1827.
Koncem 19. století byl kostel Dolního sboru razantně přestavěn v novorománském slohu. Budova byla navýšena a získala věž určenou pro zavěšení zvonů.